# César Andrés Carignano
César Andrés Carignano (* 28. September 1982 in Freyre) ist ein ehemaliger italienisch-argentinischer Fußballspieler. Er spielte auf der Position des Stürmers.
Carignano begann seine Karriere beim Colón de Santa Fe. 2004 wechselte er zum FC Basel. Seine Karriere wird derzeit immer wieder durch neue langwierige Verletzungen gehemmt. Im Januar 2007 wurde er zum mexikanischen Club América ausgeliehen. Zum Saisonstart 2007/08 wurde er in die Rheinstadt zurückgeholt und bestreitet Teileinsätze bei der U-21-Mannschaft des FC Basel. Im Januar 2008 wurde sein Vertrag mit dem FC Basel auf Bitte Carignanos aufgelöst, und Carignano wechselte wieder zu Colón de Santa Fe.

## Erfolge
Basel
- Schweizer Meister: 2010/11

Universidad Católica
- Chilenischer Pokalsieger: 2011